# Răucești
Răucești es una comuna ubicada en el distrito de Neamț, Rumania.

## Superficie
Posee una superficie de 77,10 kilómetros cuadrados.

## Demografía
Hasta 2021 la población era de 7588 habitantes, con una densidad de población de 98,42 habitantes por kilómetro cuadrado.